# Liepona
Liepona (rusky Лепона (nikoliv však Lipovka, která je jiná řeka, ústící do řeky Tumannaja/Raušvė), německy Lepone) je řeka 3. řádu, většinou svého toku (22,9 km) tvořící státní hranici mezi jižní Litvou a Kaliningradskou oblastí Ruska. Teče v okrese Vilkaviškis. Je to levý přítok řeky Širvinta, do které se vlévá 1 km západně od vsi Stanaičiai, na státní hranici, kterou dále k severu tvoří Širvinta, 27,7 km od jejího ústí do řeky Šešupė. Pramení 5 km jihozápadně od městysu Pajevonys, na území Litvy. Teče zpočátku směrem severním, později severoseverozápadním, u vsi Vaidotai se stáčí prudce k západu, později k severozápadu a po soutoku s potůčkem Užupis začíná tvořit státní hranici a to až do ústí. U obce Matlaukys protéká rybníkem Matlaukio tvenkinys (26 ha, založen roku 1980, protože jeho plocha přísluší dvěma státům, je zanedbán a břehy, hráz i propusť jsou v havarijním stavu), před soutokem s řekou Šilupė se stáčí k severovýchodu, protéká po západním okraji pohraničního města Kybartai, zde se křižuje s železniční tratí Kaunas – Kybartai – Nesterov a s mezinárodní silnicí E28, dále silně meandruje k severu až k ústí do Širvinty. Koryto řeky je místy regulováno, šířka koryta je 4 – 6 m, hloubka 1,4 – 1,9 m. Průměrný spád je 200 cm/km. Rychlost toku je 0,2 – 1 m/s. 

## Minulost
Hranice, která prochází řekou, je nezměněna od roku 1422 – tehdy s Východním Pruskem. V roce 1940 přes polovyschlou řeku z Litvy do Německa prchal bývalý prezident Litvy Antanas Smetona. Vzhledem k tomu, že řeka tvořila (a dosud tvoří) po dlouhou dobu hranici mezi zeměmi s dosti rozdílnou ekonomikou a je poměrně snadno překonatelná, byla vždy výhodným a častým místem pro pašování, nejvýznamněji v meziválečném období (drobný kontraband převážně potravin, drobného nedostatkového zboží (zapalovače a kamínky do zapalovačů; ty byly zakázány aby nekonkurovaly zápalkám), taktéž alkoholu, kuřiva, elektrických přístrojů, látek, kosmetiky), před vznikem Litevského státu byl pašován tisk (knygnešystė), v současnosti převažuje pašování cigaret.